# NGC 1973
NGC 1973 je emisijska maglica u zviježđu Orionu. 

## Vanjske poveznice
- SEDS: NGC 1973